# نیکولاس تینبرگن
نیکلاس تینبرگن (انگلیسی: Nikolaas Tinbergen؛ زاده ۱۵ آوریل ۱۹۰۷ – درگذشته ۲۱ دسامبر ۱۹۸۸) جانورشناس انگلیسی، زادهٔ هلند است. او به‌سبب تحقیقاتش در زمینهٔ الگوهای سازماندهی و ایجاد الگوهی رفتار فردی و اجتماعی به جایزه نوبل پزشکی و فیزیولوژی ۱۹۷۳ دست یافت.
متخصص مطالعهٔ رفتار غریزی جانوران و یکی از بنیادگذاران علم رفتارشناسی، مطالعهٔ علمی رفتار جانوران در محیط طبیعی‌شان، بود. جایزهٔ نوبل مشترکاً به او و کُنراد لورنتس، همکارش در چند پروژهٔ مشترک، و کارل فون فریش اعطا شد.
تینبرگن در زمینهٔ سایر جنبه‌های رفتار جانوران، از قبیل یادگیری، و در زمینهٔ رفتار انسان، مخصوصاً در زمینهٔ رفتار تهاجمی، مطالعاتی صورت داد. معتقد بود رفتار تهاجمی نوعی رفتار غریزی است که در زمان تغییر رفتار غذایی انسان، از رژیم گیاه‌خواری۶ به گوشت‌خوار شکارچی۷، پدید آمده‌است. در لاهه زاده شد و در لیدن درس خواند. در ۱۹۴۷، استاد لیدن شد. از ۱۹۴۹، در آکسفورد بود و مدرسهٔ مطالعات رفتار جانوری آن‌جا را بنا نهاد. در مطالعهٔ غریزه (۱۹۵۱)، نشان داد که رفتار تهاجمی در افراد نرِ ماهی آبنوس سه‌خار براثر رنگ قرمز در سطح زیرین بدن سایر افراد نر، که در فصل جفت‌گیری پدید می‌آید، تحریک می‌شود. همچنین، نشان داد که رقص جفت‌گیری افراد نر، با مشاهدهٔ شکم برآمدهٔ مادهٔ آماده تخم‌ریزی تحریک می‌شود. در دنیای کاکایی(۱۹۵۳)، رفتار اجتماعی کاکایی‌ها را توصیف و بر اهمیت فرایند محرک ـ پاسخ۱۵ در رفتار قلمروطلبانه تأکید کرد.